# Sonia Nassery Cole
Sonia Nassery Cole (dari: سونیا ناصری کول)  (Kabul, 5 de desembre de 1968) és una activista, directora de cinema i escriptora estatunidenca d'origen afganès.

## Joventut
Sonia Nassery Cole va néixer a Kabul (Afganistan), filla d'un diplomàtic afganès. Als catorze anys, va fugir de l'Afganistan enmig de la invasió soviètica de 1979 per buscar refugi als Estats Units d'Amèrica sense la seva família.
Als disset anys, va escriure una carta de nou pàgines al president Ronald Reagan sobre la situació al seu país, i va demanar ajuda i va intentar trobar-se amb ell.

## Treball humanitari a l'Afganistan
Cole va fundar Afghanistan World Foundation el 2002 i va començar a fer pel·lícules. Va ser fonamental en la recaptació de fons utilitzats per a diverses necessitats, com ara la construcció d'un hospital per a dones i nens a Kabul, atenció mèdica a les víctimes de les mines terrestres i altres causes. Cole s'ocupa principalment de la millora de les condicions dels nenes i les dones a l'Afganistan. Sonia també es va fer amistat amb la cantant Natalie Cole mentre treballava amb la Afghanistan World Foundation. Es va convertir en membre de la junta de l'organització juntament amb Henry Kissinger, el príncep Albert de Mònaco, Anne Heche i Susan Sarandon.

## Carrera cinematogràfica
Cole treballa a la indústria del cinema des de 1994.
El 2007, va dirigir el curtmetratge The Bread Winner.
El 2010, la seva pel·lícula The Black Tulip va ser seleccionada com a entrada oficial de l'Afganistan a la «Millor pel·lícula de parla no anglesa» als Premis Oscar de 2010. La pel·lícula va guanyar els premis a la «millor pel·lícula» al Festival de Cinema de Boston, al Festival de Cinema de Beverly Hills i al Festival de Cinema de Salento. La pel·lícula, que es va estrenar a l'Ariana Cinema Theatre el 23 de setembre de 2010 i es va projectar a la base de l'OTAN i a una ambaixada estatunidenca, va ser distribuïda per SnagFilms i tracta d'una família a Kabul que obre un negoci de restaurants després de la caiguda del règim talibà. La pel·lícula va ser aclamada per la premsa a The New York Times, The New York Observer, NBC i ABC.
La seva pel·lícula I Am You (2019) és un llargmetratge independent basat en la història real de tres refugiats afganesos.

## Carrera literària
El 2013, va rebre el premi Freedom to Write del PEN Center USA. Té un llibre, Will I Live Tomorrow?, publicat l'octubre de 2013.

## Vida personal
Resideix a la ciutat de Nova York i Beverly Hills (Califòrnia). Està divorciada de Christopher H. Cole, però conserva el seu cognom. Té un fill.
El 4 de desembre de 2006 va rebre el premi Reconeixement del Congrés, el Premi de la Germandat Americana afgana i el Premi UN Women Together el 7 de juny de 2012. Cole és membre de la Jodi Solomon Speakers Bureau.